# Birchwood Village (Minnesota)
Birchwood Village es una ciudad ubicada en el condado de Washington en el estado estadounidense de Minnesota. En el Censo de 2010 tenía una población de 870 habitantes y una densidad poblacional de 979,33 personas por km².

## Geografía
Birchwood Village se encuentra ubicada en las coordenadas 45°3′36″N 92°58′41″O / 45.06000, -92.97806. Según la Oficina del Censo de los Estados Unidos, Birchwood Village tiene una superficie total de 0.89 km², de la cual 0.88 km² corresponden a tierra firme y (0.87%) 0.01 km² es agua.

## Demografía
Según el censo de 2010, había 870 personas residiendo en Birchwood Village. La densidad de población era de 979,33 hab./km². De los 870 habitantes, Birchwood Village estaba compuesto por el 97.82% blancos, el 0.57% eran afroamericanos, el 0% eran amerindios, el 0.69% eran asiáticos, el 0% eran isleños del Pacífico, el 0.34% eran de otras razas y el 0.57% pertenecían a dos o más razas. Del total de la población el 1.49% eran hispanos o latinos de cualquier raza.